# Ioniveyem

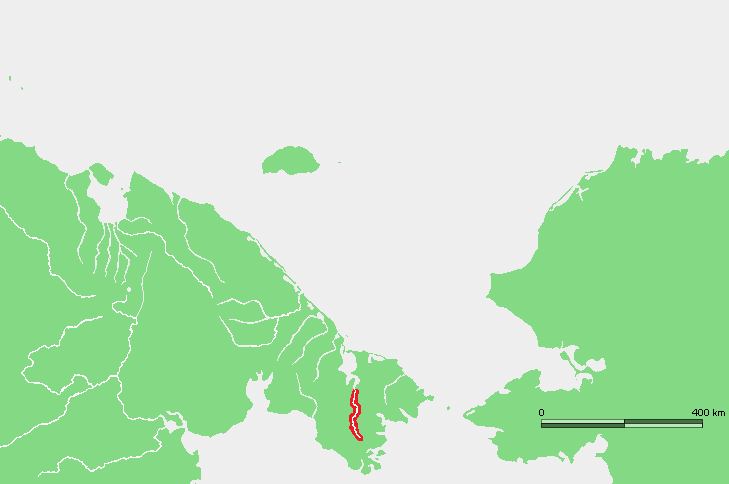
Vị trí của the Ioniveyem River course.

Ioniveyem (cũng viết là "Ioniveem", "Yeni-Veyem" và "Yoniveem") là một sông tại bán đảo Chukotka tại Viễn Đông Nga. Sông chảy theo hướng bấc vào vịnh Kolyuchinskaya, biển Chukotka.
Ngọn núi gọi là "Gora Ioni" nằm ở gần phía đông của khu vực trung du của sông.